# 前哨农场
前哨农场是一个位于中华人民共和国黑龙江省佳木斯市抚远市的农场，亦是黑龙江省农垦建三江管理局所属的一个农场。
前哨农场始建于1973年，位于黑龙江省东北边陲，被誉为“东方第一场”。总面积720平方公里，耕地面积57.5万亩，人口1.2万人。

## 行政区划
前哨农场下辖以下单位：
前哨场直社区、前哨农场第一管理区、前哨农场第二管理区、前哨农场第三管理区、前哨农场第四管理区、前哨农场第五管理区、前哨农场第六管理区、前哨农场第七管理区、前哨农场第八管理区和前哨农场第九管理区。